# Ladislav František Čelakovský

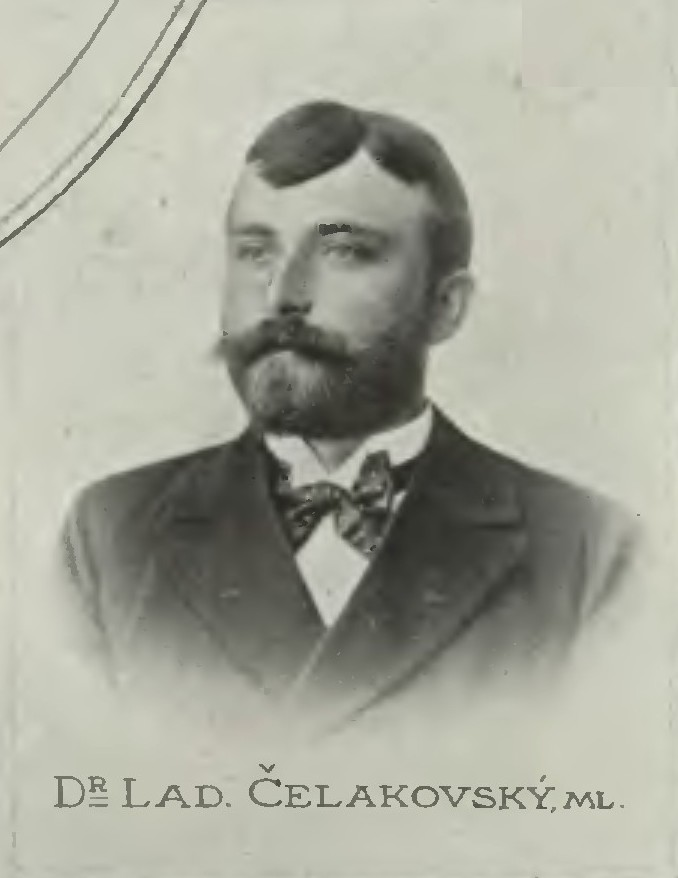
Ladislav František Čelakovský (1899)

Ladislav František Čelakovský (* 3. Dezember 1864 in Prag; † 31. Dezember 1916, ebenda) war ein böhmischer,  Botaniker und Mykologe. Für ihn ist das botanische Kürzel „L.F. Čelak.“ in Gebrauch.
Čelakovský war ein Sohn des Botanikers Ladislav Josef Čelakovský und Neffe von Jaromír Čelakovský. Im Jahre 1909 wurde er Mitglied der Königlichen böhmischen Gesellschaft der Wissenschaften. Čelakovský war Professor für Pflanzenphysiologie in Prag. Seinen Forschungsschwerpunkt bildeten Myxomyceten.